# Hoboken (New Jersey)
Hoboken è una città degli Stati Uniti d'America, nella contea di Hudson, nello Stato del New Jersey. Come da censimento del 2010 degli USA, la città conta 50 005 abitanti. La città fa parte dell'area metropolitana di New York e nel suo territorio è situato l'Hoboken Terminal, uno dei principali hub del trasporto per la regione. Hoboken è stata la sede del primo torneo di baseball ufficiale degli USA.

## Etimologia
Il nome Hoboken fu scelto dal colonnello John Stevens quando comprò la terra in un'area in cui si trova oggi la città. La tribù indiana dei Lenape fa riferimento all'area come: "terra del tabacco da pipa" usando la frase "Hopoghan Hackingh"
Come Weehawken, cittadina a nord, Communipaw e Harsimus a sud, Hoboken ha avuto molte varianti nella lingua popolare. Hoebuck, in antico olandese alto promontorio e come riferimento a Castle Point, fu usato durante l'era coloniale e successivamente chiamata Hobuck, Hobock, Hobuk e Hoboocken. Sebbene, nel XIX secolo, il nome sia stato cambiato in Hoboken, nome influenzato dal fiammingo degli immigrandi olandesi e da una etimologia popolare che emerse collegando la città di Hoboken al distretto omonimo di Anversa Hoboken.
Oggi, il suo soprannome ufficiale è "Mile Square City", ma in realtà copre 1,25 miglia quadre (3,2 km²) di un'area 2 miglia quadre (5,2 km²) quando si includono anche la parte di acqua del fiume Hudson.. A cavallo tra il XIX ed il XX secolo, quando la popolazione e la cultura di Hoboken era dominata dai parlanti di lingua tedesca, era chiamata anche "Piccola Brema".

## Geografia fisica
Hoboken si trova sulla riva occidentale del fiume Hudson di fronte a Manhattan, New York e i quartieri di West Village e Chelsea, tra Weehawken e Union City a nord, e Jersey City a sud e ad ovest.
Secondo il censimento degli Stati Uniti, la città ha una superficie complessiva di 5,1 km², di cui 3,3 km² sulla terra ferma e 1,8 km² sull'acqua. L'area totale è composta dal 35,35% di acque interne.

## Storia
Nel XVII secolo Hoboken faceva parte dei Nuovi Paesi Bassi, nel 1849 divenne una città indipendente e nel 1855 venne riconosciuta come tale dagli USA.

## Cultura

### Università
Nella città si trova lo Stevens Institute of Technology, uno dei più antichi politecnici degli Stati Uniti d'America.

### Festa di Santa Febronia
Nel mese di settembre si tiene la Festa di Santa Febronia, a cura della Società di Mutuo Soccorso Patti e circondario. Questa festa, davvero molto sentita dalla comunità cattolica locale, rappresenta un forte legame degli immigrati provenienti da Patti, comune della città metropolitana di Messina, con la propria terra d'origine e con la figura della loro Santa Patrona.

### Hoboken Italian Festival
Sempre nel mese di settembre è in programma l'Hoboken Italian Festival, nato nel 1927, a cura della Società della Madonna dei Martiri fondata da immigrati provenienti dalla città di Molfetta. Forte è il legame degli immigrati giunti alla terza generazione, verso le tradizioni della città adriatica. Infatti come a Molfetta viene riproposta la sagra in mare in onore della Madonna dei Martiri. Il legame verso Molfetta è testimoniato anche dai continui scambi culturali, che raggiungono il culmine nel mese di settembre con delegazioni di molfettesi o di immigrati che vicendevolmente si recano in America o in Italia. Il festival è occasione di riunire tutta la folta comunità di discendenza italiana (oltre ai molfettesi, molti pugliesi, siciliani e liguri) e tantissimi americani. Si festeggia il weekend successivo al "LaborDay" e l'evento dell'Hoboken Italian Festival the feast of the Madonna dei Martiri, ha la durata di quattro giorni.
Si ha la possibilità di degustare piatti tipici italiani, ascoltare musica italiana ed a fine manifestazione assistere ai fuochi pirotecnici, con la magnifica scenografia dell'isola di Manhattan, che si svolgono sul lungomare di Hoboken ed il palco per la band viene sistemato al "Frank Sinatra Park".

## Geografia antropica
Hoboken ha 48 strade posizionate a griglia, le strade sono numerate da est verso ovest. Molte strade da nord verso sud sono state battezzate con i nomi dei presidenti degli Stati Uniti (Washington, Adams, Madison, Monroe), anche se Clinton Street certamente onora il politico del XIX secolo DeWitt Clinton, governatore dello Stato di New York.
Washington Street è stata rinominata Carlo's Bakery Way in onore dell'omonima pasticceria divenuta celebre grazie al programma televisivo Il boss delle torte.

## Infrastrutture e trasporti
La città è servita da numerose linee del servizio ferroviario suburbano New Jersey Transit Rail, dalla metropolitana regionale Port Authority Trans-Hudson e dalla tranvia Hudson-Bergen.

## Sport

### Baseball

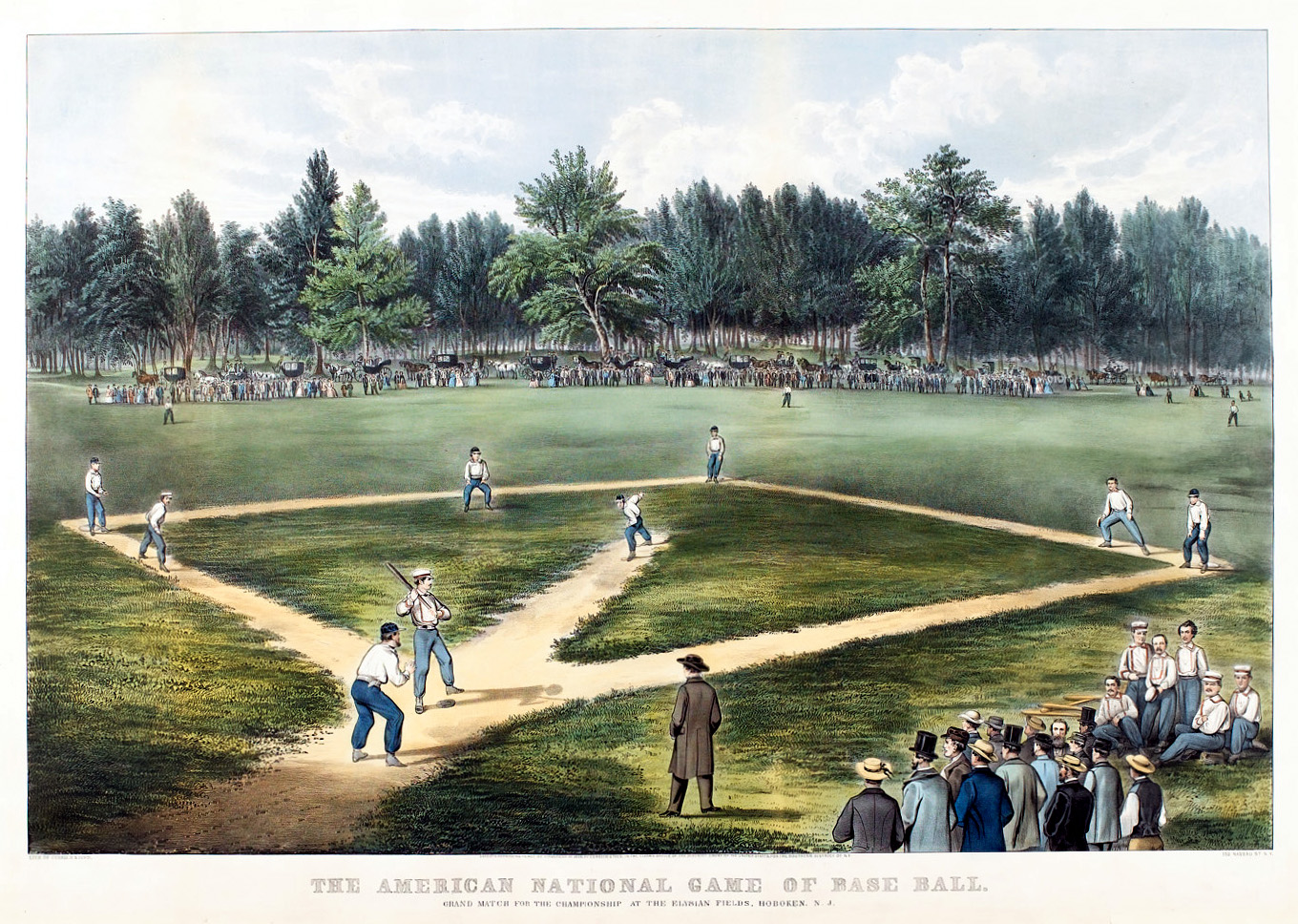
Litografia rappresentante il primo incontro di baseball a Hoboken (litografia Currier & Ives).

La città è famosa per aver ospitato, il 19 giugno 1846, il primo incontro documentato di baseball in assoluto. L'incontro, disputatosi fra i New York Knickerbockers e i New York Nine, durò solamente quattro innings e si concluse con il punteggio di 23-1 per i nine.